# Juego de las Estrellas de la Major League Soccer 2019

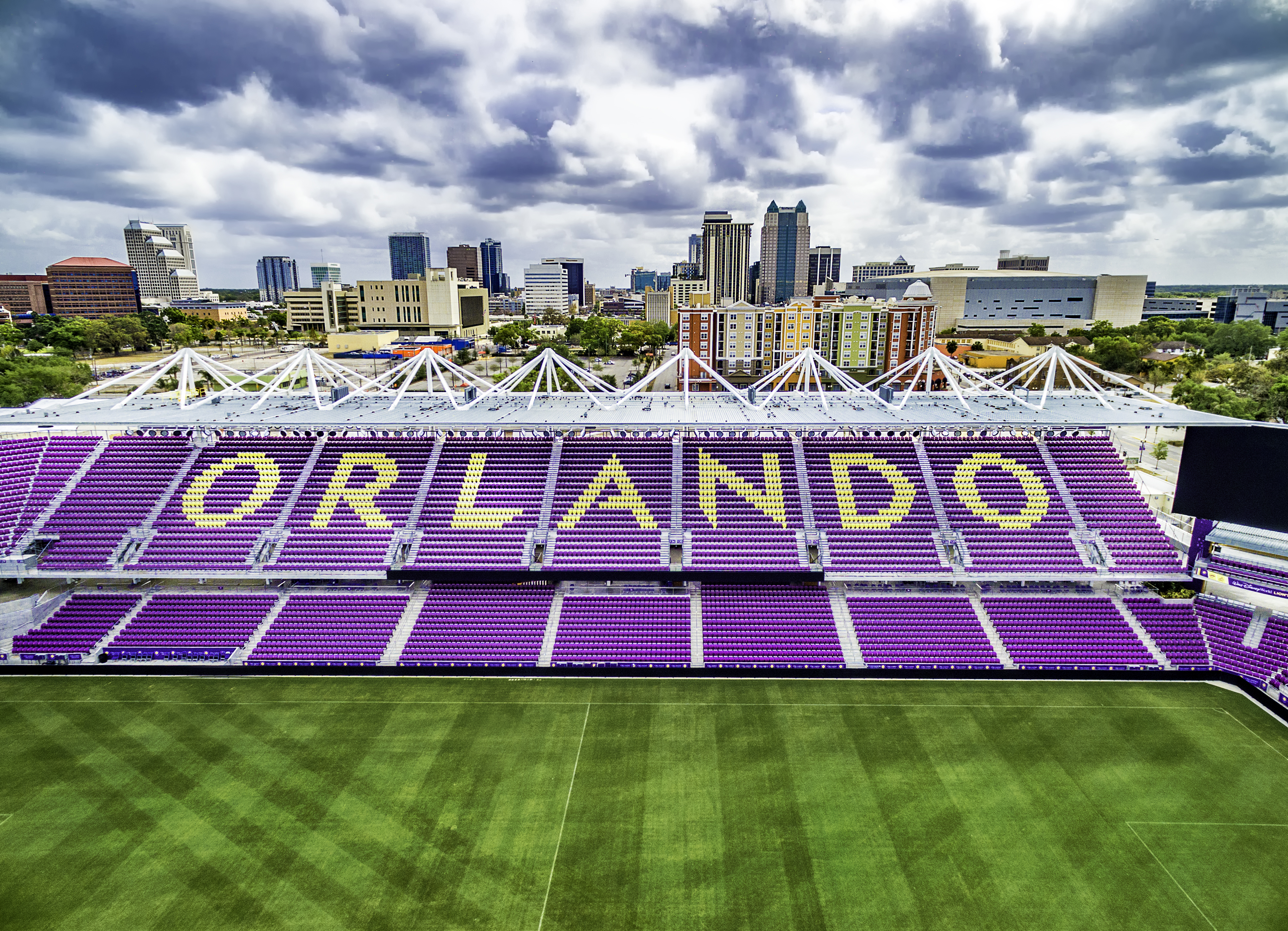
Exploria Stadium

El Juego de las Estrellas de la Major League Soccer 2019 fue la 24ª edición del encuentro anual del Juego de las Estrellas de la Major League Soccer. Se disputó el 31 de julio en el Exploria Stadium en Orlando, Florida.
En mayo de 2019 se anunció al Atlético Madrid de España como el equipo rival. El Atlético de Madrid alzó el título (3-0, goles de Marcos Llorente, João Félix y Diego Costa), siendo premiado Marcos Llorente como MVP del encuentro.

## Reglas
- Sin límite de sustituciones
- Si el juego termina empatado se define en tanda de penaltis; sin tiempo extra.

## Equipos

### MLS All-Stars
El equipo fue anunciado el 25 de julio.

### Atlético Madrid
El 22 de julio se anunció el plantel del Atlético para el encuentro.

## El Partido
| 1     | POR   | Brad Guzan         | 30' |
| 28    | DEF   | Graham Zusi        | 46' |
| 25    | DEF   | Walker Zimmerman   | 46' |
| 24    | DEF   | Matt Hedges        | 46' |
| 92    | DEF   | Kemar Lawrence     | 46' |
| 21    | MED   | Diego Chará        | 46' |
| 10    | MED   | Carlos Vela        | 46' |
| 20    | MED   | Alejandro Pozuelo  | 46' |
| 23    | MED   | Wayne Rooney       | 46' |
| 17    | MED   | Nani               | 46' |
| 9     | DEL   | Zlatan Ibrahimović | 30' |
| D. T. | D. T. | James O'Connor     |     |

| 1     | POR   | Antonio Adán         | 65' |
| 33    | DEF   | Carlos Isaac         | 56' |
| 18    | DEF   | Felipe               | 56' |
| 22    | DEF   | Mario Hermoso        | 59' |
| 35    | DEF   | Manu Sánchez         | 58' |
| 36    | MED   | Juan Manuel Sanabria | 35' |
| 14    | MED   | Marcos Llorente      | 57' |
| 16    | MED   | Héctor Herrera       | 56' |
| 20    | MED   | Vitolo               | 57' |
| 10    | DEL   | Ángel Correa         | 56' |
| 32    | DEL   | Rodrigo Riquelme     | 58' |
| D. T. | D. T. | Diego Simeone        |     |

| 18 | Guardameta     | Nick Rimando           | 59'     |
| 26 | Guardameta     | Andre Blake            | 30 59'' |
| 19 | Defensa        | Romain Métanire        | 46'     |
| 5  | Defensa        | Leandro González Pírez | 46'     |
| 31 | Centrocampista | Bastian Schweinsteiger | 46'     |
| 11 | Centrocampista | Maximiliano Moralez    | 73 73'' |
| 8  | Centrocampista | Jonathan dos Santos    | 46'     |
| 14 | Centrocampista | Nicolás Lodeiro        | 46'     |
| 22 | Centrocampista | Pity Martínez          | 46'     |
| 12 | Centrocampista | Paxton Pomykal         | 73'     |
| 15 | Centrocampista | Mark-Anthony Kaye      | 46'     |
| 27 | Centrocampista | Ezequiel Barco         | 73'     |
| 13 | Delantero      | Chris Wondolowski      | 59'     |
| 7  | Delantero      | Josef Martínez         | 30 59'' |
| 16 | Delantero      | Diego Rossi            | 46 73'' |

| 13 | Guardameta     | Jan Oblak       | 65'     |
| 15 | Defensa        | Stefan Savić    | 56'     |
| 23 | Defensa        | Kieran Trippier | 57'     |
| 12 | Defensa        | Renan Lodi      | 56'     |
| 30 | Defensa        | Javi Montero    | 59'     |
| 6  | Centrocampista | Koke            | 56'     |
| 8  | Centrocampista | Saúl Ñíguez     | 57'     |
| 11 | Centrocampista | Thomas Lemar    | 58'     |
| 38 | Delantero      | Toni Moya       | 35 56'' |
| 19 | Delantero      | Diego Costa     | 56'     |
| 17 | Delantero      | Ivan Šaponjić   | 82'     |
| 34 | Delantero      | Sergio Camello  | 58 82'' |
| 7  | Delantero      | João Félix      | 56'     |

| 0 - 1 0 - 2 0 - 3 | Marcos Llorente João Félix Diego Costa | 43' · 85' · 90+3' |

| Principal  | Drew Fischer |
| Asistentes | Brian Dunn   |
|            | Logan Brown  |
| Cuarto     | Timothy Ford |

| VAR | Edvin Jurisevic |

| 1     | POR   | Brad Guzan         | 30' |
| 28    | DEF   | Graham Zusi        | 46' |
| 25    | DEF   | Walker Zimmerman   | 46' |
| 24    | DEF   | Matt Hedges        | 46' |
| 92    | DEF   | Kemar Lawrence     | 46' |
| 21    | MED   | Diego Chará        | 46' |
| 10    | MED   | Carlos Vela        | 46' |
| 20    | MED   | Alejandro Pozuelo  | 46' |
| 23    | MED   | Wayne Rooney       | 46' |
| 17    | MED   | Nani               | 46' |
| 9     | DEL   | Zlatan Ibrahimović | 30' |
| D. T. | D. T. | James O'Connor     |     |

| 1     | POR   | Antonio Adán         | 65' |
| 33    | DEF   | Carlos Isaac         | 56' |
| 18    | DEF   | Felipe               | 56' |
| 22    | DEF   | Mario Hermoso        | 59' |
| 35    | DEF   | Manu Sánchez         | 58' |
| 36    | MED   | Juan Manuel Sanabria | 35' |
| 14    | MED   | Marcos Llorente      | 57' |
| 16    | MED   | Héctor Herrera       | 56' |
| 20    | MED   | Vitolo               | 57' |
| 10    | DEL   | Ángel Correa         | 56' |
| 32    | DEL   | Rodrigo Riquelme     | 58' |
| D. T. | D. T. | Diego Simeone        |     |

| 18 | Guardameta     | Nick Rimando           | 59'     |
| 26 | Guardameta     | Andre Blake            | 30 59'' |
| 19 | Defensa        | Romain Métanire        | 46'     |
| 5  | Defensa        | Leandro González Pírez | 46'     |
| 31 | Centrocampista | Bastian Schweinsteiger | 46'     |
| 11 | Centrocampista | Maximiliano Moralez    | 73 73'' |
| 8  | Centrocampista | Jonathan dos Santos    | 46'     |
| 14 | Centrocampista | Nicolás Lodeiro        | 46'     |
| 22 | Centrocampista | Pity Martínez          | 46'     |
| 12 | Centrocampista | Paxton Pomykal         | 73'     |
| 15 | Centrocampista | Mark-Anthony Kaye      | 46'     |
| 27 | Centrocampista | Ezequiel Barco         | 73'     |
| 13 | Delantero      | Chris Wondolowski      | 59'     |
| 7  | Delantero      | Josef Martínez         | 30 59'' |
| 16 | Delantero      | Diego Rossi            | 46 73'' |

| 13 | Guardameta     | Jan Oblak       | 65'     |
| 15 | Defensa        | Stefan Savić    | 56'     |
| 23 | Defensa        | Kieran Trippier | 57'     |
| 12 | Defensa        | Renan Lodi      | 56'     |
| 30 | Defensa        | Javi Montero    | 59'     |
| 6  | Centrocampista | Koke            | 56'     |
| 8  | Centrocampista | Saúl Ñíguez     | 57'     |
| 11 | Centrocampista | Thomas Lemar    | 58'     |
| 38 | Delantero      | Toni Moya       | 35 56'' |
| 19 | Delantero      | Diego Costa     | 56'     |
| 17 | Delantero      | Ivan Šaponjić   | 82'     |
| 34 | Delantero      | Sergio Camello  | 58 82'' |
| 7  | Delantero      | João Félix      | 56'     |

| 0 - 1 0 - 2 0 - 3 | Marcos Llorente João Félix Diego Costa | 43' · 85' · 90+3' |

| Principal  | Drew Fischer |
| Asistentes | Brian Dunn   |
|            | Logan Brown  |
| Cuarto     | Timothy Ford |

| VAR | Edvin Jurisevic |

| 1     | POR   | Brad Guzan         | 30' |
| 28    | DEF   | Graham Zusi        | 46' |
| 25    | DEF   | Walker Zimmerman   | 46' |
| 24    | DEF   | Matt Hedges        | 46' |
| 92    | DEF   | Kemar Lawrence     | 46' |
| 21    | MED   | Diego Chará        | 46' |
| 10    | MED   | Carlos Vela        | 46' |
| 20    | MED   | Alejandro Pozuelo  | 46' |
| 23    | MED   | Wayne Rooney       | 46' |
| 17    | MED   | Nani               | 46' |
| 9     | DEL   | Zlatan Ibrahimović | 30' |
| D. T. | D. T. | James O'Connor     |     |

| 1     | POR   | Antonio Adán         | 65' |
| 33    | DEF   | Carlos Isaac         | 56' |
| 18    | DEF   | Felipe               | 56' |
| 22    | DEF   | Mario Hermoso        | 59' |
| 35    | DEF   | Manu Sánchez         | 58' |
| 36    | MED   | Juan Manuel Sanabria | 35' |
| 14    | MED   | Marcos Llorente      | 57' |
| 16    | MED   | Héctor Herrera       | 56' |
| 20    | MED   | Vitolo               | 57' |
| 10    | DEL   | Ángel Correa         | 56' |
| 32    | DEL   | Rodrigo Riquelme     | 58' |
| D. T. | D. T. | Diego Simeone        |     |

| 18 | Guardameta     | Nick Rimando           | 59'     |
| 26 | Guardameta     | Andre Blake            | 30 59'' |
| 19 | Defensa        | Romain Métanire        | 46'     |
| 5  | Defensa        | Leandro González Pírez | 46'     |
| 31 | Centrocampista | Bastian Schweinsteiger | 46'     |
| 11 | Centrocampista | Maximiliano Moralez    | 73 73'' |
| 8  | Centrocampista | Jonathan dos Santos    | 46'     |
| 14 | Centrocampista | Nicolás Lodeiro        | 46'     |
| 22 | Centrocampista | Pity Martínez          | 46'     |
| 12 | Centrocampista | Paxton Pomykal         | 73'     |
| 15 | Centrocampista | Mark-Anthony Kaye      | 46'     |
| 27 | Centrocampista | Ezequiel Barco         | 73'     |
| 13 | Delantero      | Chris Wondolowski      | 59'     |
| 7  | Delantero      | Josef Martínez         | 30 59'' |
| 16 | Delantero      | Diego Rossi            | 46 73'' |

| 13 | Guardameta     | Jan Oblak       | 65'     |
| 15 | Defensa        | Stefan Savić    | 56'     |
| 23 | Defensa        | Kieran Trippier | 57'     |
| 12 | Defensa        | Renan Lodi      | 56'     |
| 30 | Defensa        | Javi Montero    | 59'     |
| 6  | Centrocampista | Koke            | 56'     |
| 8  | Centrocampista | Saúl Ñíguez     | 57'     |
| 11 | Centrocampista | Thomas Lemar    | 58'     |
| 38 | Delantero      | Toni Moya       | 35 56'' |
| 19 | Delantero      | Diego Costa     | 56'     |
| 17 | Delantero      | Ivan Šaponjić   | 82'     |
| 34 | Delantero      | Sergio Camello  | 58 82'' |
| 7  | Delantero      | João Félix      | 56'     |

| 0 - 1 0 - 2 0 - 3 | Marcos Llorente João Félix Diego Costa | 43' · 85' · 90+3' |

| Principal  | Drew Fischer |
| Asistentes | Brian Dunn   |
|            | Logan Brown  |
| Cuarto     | Timothy Ford |

| VAR | Edvin Jurisevic |

| 1     | POR   | Brad Guzan         | 30' |
| 28    | DEF   | Graham Zusi        | 46' |
| 25    | DEF   | Walker Zimmerman   | 46' |
| 24    | DEF   | Matt Hedges        | 46' |
| 92    | DEF   | Kemar Lawrence     | 46' |
| 21    | MED   | Diego Chará        | 46' |
| 10    | MED   | Carlos Vela        | 46' |
| 20    | MED   | Alejandro Pozuelo  | 46' |
| 23    | MED   | Wayne Rooney       | 46' |
| 17    | MED   | Nani               | 46' |
| 9     | DEL   | Zlatan Ibrahimović | 30' |
| D. T. | D. T. | James O'Connor     |     |

| 1     | POR   | Antonio Adán         | 65' |
| 33    | DEF   | Carlos Isaac         | 56' |
| 18    | DEF   | Felipe               | 56' |
| 22    | DEF   | Mario Hermoso        | 59' |
| 35    | DEF   | Manu Sánchez         | 58' |
| 36    | MED   | Juan Manuel Sanabria | 35' |
| 14    | MED   | Marcos Llorente      | 57' |
| 16    | MED   | Héctor Herrera       | 56' |
| 20    | MED   | Vitolo               | 57' |
| 10    | DEL   | Ángel Correa         | 56' |
| 32    | DEL   | Rodrigo Riquelme     | 58' |
| D. T. | D. T. | Diego Simeone        |     |

| 18 | Guardameta     | Nick Rimando           | 59'     |
| 26 | Guardameta     | Andre Blake            | 30 59'' |
| 19 | Defensa        | Romain Métanire        | 46'     |
| 5  | Defensa        | Leandro González Pírez | 46'     |
| 31 | Centrocampista | Bastian Schweinsteiger | 46'     |
| 11 | Centrocampista | Maximiliano Moralez    | 73 73'' |
| 8  | Centrocampista | Jonathan dos Santos    | 46'     |
| 14 | Centrocampista | Nicolás Lodeiro        | 46'     |
| 22 | Centrocampista | Pity Martínez          | 46'     |
| 12 | Centrocampista | Paxton Pomykal         | 73'     |
| 15 | Centrocampista | Mark-Anthony Kaye      | 46'     |
| 27 | Centrocampista | Ezequiel Barco         | 73'     |
| 13 | Delantero      | Chris Wondolowski      | 59'     |
| 7  | Delantero      | Josef Martínez         | 30 59'' |
| 16 | Delantero      | Diego Rossi            | 46 73'' |

| 13 | Guardameta     | Jan Oblak       | 65'     |
| 15 | Defensa        | Stefan Savić    | 56'     |
| 23 | Defensa        | Kieran Trippier | 57'     |
| 12 | Defensa        | Renan Lodi      | 56'     |
| 30 | Defensa        | Javi Montero    | 59'     |
| 6  | Centrocampista | Koke            | 56'     |
| 8  | Centrocampista | Saúl Ñíguez     | 57'     |
| 11 | Centrocampista | Thomas Lemar    | 58'     |
| 38 | Delantero      | Toni Moya       | 35 56'' |
| 19 | Delantero      | Diego Costa     | 56'     |
| 17 | Delantero      | Ivan Šaponjić   | 82'     |
| 34 | Delantero      | Sergio Camello  | 58 82'' |
| 7  | Delantero      | João Félix      | 56'     |

| 0 - 1 0 - 2 0 - 3 | Marcos Llorente João Félix Diego Costa | 43' · 85' · 90+3' |

| Principal  | Drew Fischer |
| Asistentes | Brian Dunn   |
|            | Logan Brown  |
| Cuarto     | Timothy Ford |

| VAR | Edvin Jurisevic |